# Uruçuí
Uruçuí est une municipalité brésilienne située dans l'État du Piauí.